# Эшерт, Юрген
Ю́рген Э́шерт (нем. Jürgen Eschert; 24 августа 1941, Магдебург) — немецкий гребец-каноист, выступал за сборные ГДР и Объединённой Германии в середине 1960-х — начале 1970-х годов. Чемпион летних Олимпийских игр в Токио, бронзовый призёр чемпионата Европы, победитель многих регат национального и международного значения. Также известен как спортивный функционер и тренер по гребле на байдарках и каноэ.

## Биография
Юрген Эшерт родился 24 августа 1941 года в Магдебурге. Активно заниматься греблей начал в возрасте двенадцати лет, проходил подготовку в Берлине, в той части города, которая относилась к ГДР. Состоял в столичном спортивном клубе «Форвертс». Впервые заявил о себе в сезоне 1959 года, когда выиграл две серебряные медали в зачёте национального первенства страны.

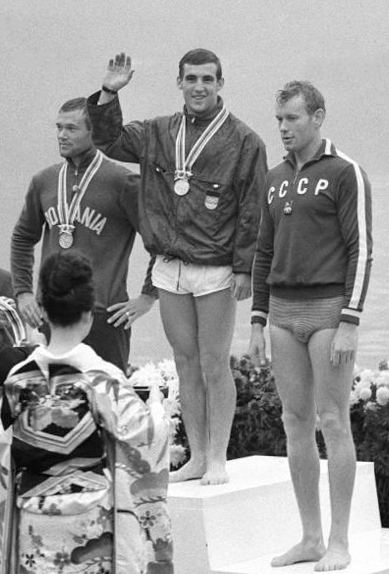
Эшерт на первой ступени пьедестала почёта Олимпиады 1964 года в Токио

Первого серьёзного успеха на взрослом международном уровне добился в 1964 году, когда попал в основной состав объединённой немецкой сборной и благодаря череде удачных выступлений удостоился права защищать честь страны на летних Олимпийских играх в Токио. Стартовал здесь в зачёте одиночных каноэ на дистанции 1000 метров, благополучно прошёл квалификацию предварительного этапа, показав лучший результат среди пяти каноистов, и в решающем заезде тоже пришёл к финишу первым, опередив румына Андрея Игорова и советского гребца Евгения Пеняева, которые финишировали вторым и третьим соответственно. За это выдающееся достижение награждён серебряным орденом «За заслуги перед Отечеством».
Став олимпийским чемпионом, Эшерт остался в основном составе гребной команды ГДР и продолжил принимать участие в крупнейших международных регатах. Так, в 1965 году он побывал на чемпионате Европы в Бухаресте, откуда привёз награду бронзового достоинства, выигранную в программе каноэ-одиночек на километровой дистанции.
Спортивная карьера Юргена Эшерта прервалась внезапно в 1971 году из-за нелепого дисциплинарного проступка — будучи военнослужащим, он появился на людях в подаренной ему футболке с изображённым американским флагом. За это его сразу же исключили из сборной, и больше у него не было возможности выступать на международных турнирах. В течение многих лет Эшерт работал тренером и спортивным функционером в разных немецких гребных клубах, занимался подготовкой талантливых молодых спортсменов, организовывал соревнования по гребле на байдарках и каноэ, в том числе по гребле на лодках класса «дракон». Также некоторое время работал учителем физкультуры, имеет степень доктора философии в области физического воспитания.
В 2002 году награждён орденом «За заслуги перед Федеративной Республикой Германия».
Награждён орденом Заслуг земли Бранденбург.